# Schlitzblatt-Wermut
Der Schlitzblatt-Wermut (Artemisia laciniata), auch Schlitzblättriger Beifuß oder Schlitzblatt-Beifuß genannt, ist eine Pflanzenart aus der Gattung Artemisia innerhalb der Familie der Korbblütler (Asteraceae). Sie besitzt ihr Hauptverbreitungsgebiet in Zentralasien und Südsibirien und ist in Mitteleuropa selten.

## Beschreibung

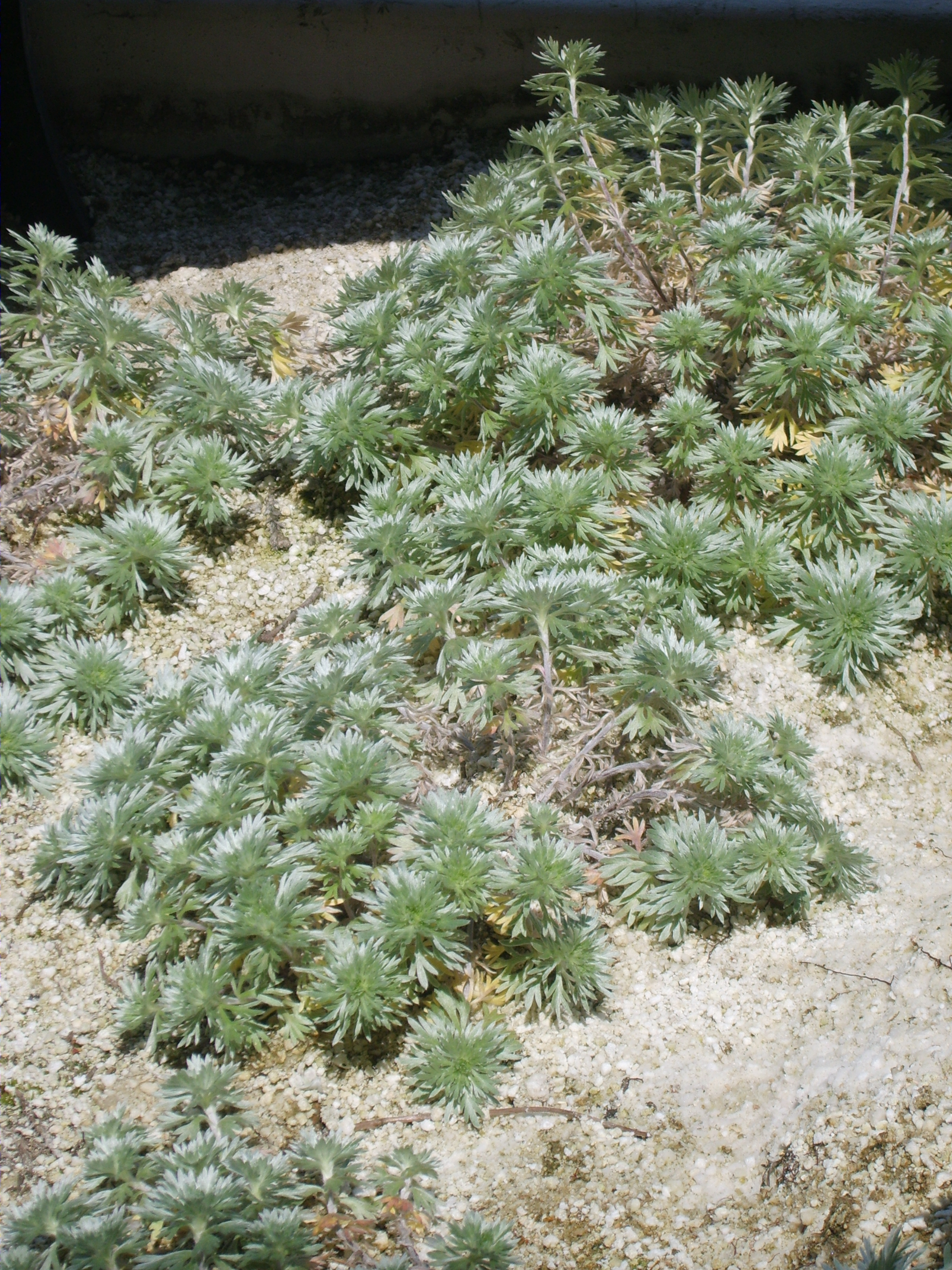
Blattrosetten

### Vegetative Merkmale
Der Schlitzblatt-Wermut wächst als ausdauernde krautige Pflanze und erreicht Wuchshöhen von 10 bis 50 oder bis zu 80 Zentimeter. Dieser Chamaephyt ist mehr oder weniger kahl und riecht nicht oder manchmal etwas aromatisch. Die aufrechten Stängel sind rötlichbraun mit einfachen, striegeligen oder ausgebreiteten Haaren bedeckt oder kahl.
Die Laubblätter sind in grundständigen Rosetten und wechselständig am Stängel verteilt angeordnet. Die Blattflächen sind kahl oder nur spärlich bis weich behaart und nicht drüsig punktiert. Die Rosettenblätter sind bis zu 12 cm lang gestielt. Die unteren und mittleren Laubblätter sind zwei- bis dreifach fiederschnittig und gestielt, die oberen hingegen meist nur einfach fiederschnittig oder ungeteilt und meist sitzend. Die Teilblättchen sind mehr oder weniger rechtwinkelig zur Blattspindel gestellt. Die Blattzipfel sind lanzettlich mit einer Breite von 0,5 bis 1 (bis 1,5) Millimeter. Die Stängelblätter sind nicht geöhrt, die oberen Laubblätter manchmal etwas geöhrt.

### Generative Merkmale
In einem schmal rispigen Gesamtblütenstand sind sitzend oder an bis zu 10 mm langen Stielen die 10 bis 70 spreizenden bis nickenden Blütenkörbchen angeordnet. Die Korbhülle (Involucrum) ist kugelig mit einer Länge von 2 bis 5 Millimeter und einem Durchmesser von 4 bis 8 mm. Die grünlichen bis gelblichen Hüllblätter sind elliptisch mit durchscheinenden, bräunlichen Rändern und kahl oder spärlich behaart. Der Körbchenboden ist kahl.
Die Blütenkörbchen weisen nur Röhrenblüten auf; es sind jeweils 6 bis 8 weibliche und 20 bis 50 zwittrige. Die Röhrenblüten sind mehr oder weniger kugelig mit einem Durchmesser von 3 bis 4 Millimeter. Die fünf Kronblätter sind verwachsen, 1 bis 2 mm lang und behaart.
Die kahle Achäne ist länglich mit einer Länge von 0,5 bis 1 mm.
Die Blütezeit reicht in Mitteleuropa von August bis Oktober.
Die Chromosomenzahl beträgt 2n = 18, 56 oder 60.

## Verbreitung
Das Hauptverbreitungsgebiet des Schlitzblatt-Wermuts liegt in Zentralasien und Südsibirien, Vorkommen sind aber auch aus dem japanischen Hokkaidō und nordwestlichen sowie westlichen Nordamerika bekannt. Der Schlitzblatt-Wermut tritt in Mitteleuropa in Österreich und dann erst wieder im europäischen Teil Russlands auf. Er ist in Mitteleuropa selten.
In Österreich sind sehr seltene Vorkommen nur aus dem pannonischen Gebiet, und zwar aus dem burgenländischen Seewinkel, bekannt. Frühere Vorkommen in Niederösterreich sind inzwischen erloschen. Die auf schwach salzigen, wechselfeuchten Magerwiesen der collinen Höhenstufe auftretende Art gilt in Österreich als vom Aussterben bedroht.
In Deutschland gilt der Schlitzblatt-Wermut als ausgestorben oder verschollen. Er kam früher vor in Sachsen-Anhalt und Thüringen zwischen Stassfurt und Bernburg, zwischen Artern und Kachstedt und bei Borxleben. Die letzten Beobachtungen stammen von etwa 1900. Die Art ist durch die BArtSchV und durch die FFH-Richtlinie Anhang II und IV der Europäischen Union geschützt.

## Systematik
Die Erstbeschreibung von Artemisia laciniata erfolgte 1803 durch Carl Ludwig Willdenow. Ein Homonym ist Artemisia laciniata C.B.Clarke. In Flora of China wird Artemisia tanacetifolia L. als der gültige Name angesehen.
In Nordamerika sind zwei Unterarten anerkannt:
- Artemisia laciniata Willd. subsp. laciniata: Die Stängel sind behaart. Die meisten Blätter sind stängelständig mit 5–20 × 1–2 cm großen, spärlich behaarten Spreiten. Die Gesamtblütenstände sind 8 bis 18 × 1 bis 4 cm groß. Die gelblichen Blüten sind 1–1,5 mm lang. Diese Unterart ist in Eurasien weit verbreitet und kommt auch in Alaska sowie in Yukon vor.[4]
- Artemisia laciniata subsp. parryi (A.Gray) W.A.Weber (Syn.: Artemisia parryi A.Gray, Artemisia saxicola Rydberg var. parryi A.Nelson): Die Stängel sind behaart. Die meisten Blätter sind grundständig mit 4–8 × 0,5–1 cm großer, seidig behaarter Spreite, während die Spreiten der Stängelblätter nur 0,8–1,5 × 0,2 cm messen. Die Gesamtblütenstände sind 2 bis 5 × 0,5 bis 1 groß. Die gelben oder rötlich überlaufenen Blüten sind 1,5–2 mm lang. Diese Unterart kommt auf subalpinen und alpinen Matten und felsigen Böden in Höhenlagen zwischen 2700 und 3900 Metern nur in Colorado, Idaho, New Mexico und Utah vor.[4]